# Єфимов Микола Юхимович
Микола Юхимович Єфи́мов (рос. Николай Ефимович Ефимов; нар. 5 травня 1799, Яковлєвка — пом. 23 вересня 1851, Санкт-Петербург) — російський архітектор; академік з 1840 року, почесний вільний общник з 1842 року та професор з 1844 року Петербурзької академії мистецтв. Молодший брат архітектора Івана Єфимова.

## Біографія
Народився 24 квітня [5 травня] 1799 року в селі Яковлевці Курської губернії Російської імперії. Впродовж 1806—1821 років навчався в Петербурзькій академії мистецтв, де останні 6 років вивчав виключно архітектуру. По випуску отримав атестат 1-го ступеня і велику золоту медаль за проект Музеуму — «Храму зборів трьох знатних мистецтв» у стилі класицизму. Викладав в академії.
У 1826 році президентом Аакадемії мистецтв Олександром Оленіним був направлений до Києва для обміру фундаментів Десятинної церкви, де він зробив першу в Російській імперії спробу відтворення храму на підставі історичних та археологічних матеріалів в формах візантійської, або «стародавньої київської», архітектури: у вигляді однокупольною церкви з великими хорами. Імператор Микола I проект не затвердив, і церква згодом була побудована Василем Стасовим.
Протягом 1826—1827 років побував у Москві і Новгороді, де вивчав стародавньоруське церковне зодчество. У 1827 році Радою Академії мистецтв відправлений до Італії на три роки, але прожив там до 1840 року, займаючись вивченням, замальовкою і реставрацією стародавніх пам'ятників. Брав участь в проектуванні низки будинків і садиб. У 1830 році створив проект соборної православної церкви святого Миколи Чудотворця. З травня по жовтень 1835 року разом з меценатом Володимиром Давидовим і художником Карлом Брюлловим був у Греції і Малій Азії, скрізь робив малюнки з місць і будівель, зокрема виконав фасад, розріз і попередні обміри храму Святої Софії в Константинополі, поле і карту Афона з зображеннями монастирів.
У 1840 році повернувся до Росії. Працював головним помічником архітектора Василя Стасова. Помер 11 [23] вересня 1851 року в Санкт-Петербурзі. Похований в Санкт-Петербурзі, на кладовищі Новодівичого монастиря. Надгробний пам'ятник у вигляді мармурового саркофагу встановлений імператорським Санкт-Петербурзьким товариством архітекторів в 1897 році, до сторіччя Миколи Єфімова, за ініціативою архітектора Ієроніма Кітнера (архітектори Стефан Галензовський і Іван Жолтовський).

## Роботи
Прикрасив Санкт-Петербург низкою будівель, зокрема ним споруджені:
- палацовий манеж;
- два будинки міністерства державного майна, що на Великій Морський вулиці;
- единовірницька церква святого Миколи, на Захар'євській вулиці (1845—1852);
- будівля міської думи;
- церква Михайла Архангела, в Коломиї (добудована вже після смерті художника);
- Воскресенський жіночий монастир (закінчений після його смерті).

За його проектом відновлений Георгіївський зал в Зимовому палаці. Побудував, за проектом мюнхенського архітектора Леона фон Кленце, будинок Імператорського Ермітажу.
Спроектував низку православних храмів для Херсонської губернії (1842—1843), Новочеркаська (1844—1845), Ліфляндії (1845—1846) і два лютеранських храми. 
У 1848 році переробив в російсько-візантійському стилі складений в 1841 році архітектором Йосипом Шарлеманем  проект Сампсонієвської церкви на місці Полтавської битви (будівництво відбулося у 1851—1854 роках).
|                      |                    |                                   |                                       |                                             |
| будівля міської думи | Шуваловський палац | будинок міністра державного майна | будинок Міністерства державного майна | Воскресенський собор Новодівочого монастиря |